# Río Machángara (Río San Pedro)
Der Río Machángara ist ein kleiner Fluss in der Provinz Pichincha in Ecuador.

## Geografie
Der Fluss hat seine Quellen im Süden der Hauptstadt Quito. Er fließt in nordöstliche Richtung. Der Machángara ist das Hauptfließgewässer der Stadt. Er mündet noch im städtischen Gebiet in den Río San Pedro.

## Umweltschutz
Im Jahr 2024 wurde der Fluss zum Rechtssubjekt erklärt. Der Richter, der mit diesem Fall betraut war, stellte fest, dass Quito die Rechte des Flusses durch die Verschmutzung beschnitt. Er ordnete an, dass die Gemeinde umgehend Maßnahmen ergreifen müsse, um dies zu ändern. Die Stadt Quito hat Einspruch gegen dieses Urteil eingelegt.